# Mandschur
| Mandschur         | Mandschur |
| Russland          | Russland |
| ----------------- | --- |
| Bauwerft:         | Burmeister & Wain, Kopenhagen |
| Kiellegung:       | 28. Juli 1886 |
| Stapellauf:       | 22. November 1886 |
| Indienststellung: | 23. Mai 1887 |
| Dienstzeit:       | 1887–1923 |
| Verdrängung:      | 1418 t |
| Länge:            | 66,7 m |
| Breite:           | 12,2 m |
| Tiefgang:         | 3,8 m |
| Antrieb:          | Segel, zwei liegende Verbunddampfmaschinen 6 Flammrohrkessel 2 Schraube 1724 PS |
| Geschwindigkeit:  | 14,0 kn |
| Reichweite:       | 2660 sm |
| Besatzung:        | 12 Offiziere 162 Mannschaften und Unteroffiziere |
| Bewaffnung:       | Geschütze: ab 1887: - 2 × 203 mm/35 Kanone M1885 - 1 × 152-mm-L/35-Kanone M1877 - 4 × 107 mm - 2 × 47 mm - 4 × 37 mm - 1 × 63,5 mm ab 1907: - 2 × 152-mm-L/45-Kanone M1892 - 1 × 120 mm L/45 - 2 × 75 mm L/50 - 4 × 47 mm - 2 × MG Torpedorohre - 1 × 381 mm |

Mandschur (russisch Манчжур ‚der Verwegene‘) war der Name eines seegehenden Kanonenbootes der Kaiserlichen Russischen Marine. 1887 in Dienst gestellt, war es am Russisch-Japanischen Krieg und am Ersten Weltkrieg beteiligt. In japanische Hand gelangt, wurde es 1925 abgebrochen. Die Mandschur gehörte zu einer Klasse von acht Booten. Der Name des Bootes entspricht der russischen Bezeichnung für einen Bewohner der Mandschurei.
Das Boot wurde im Rahmen des Flottenrüstungsprogramms für die Jahre 1882–1902 beschafft. Es war für den Stationsdienst im Fernen Osten vorgesehen. Das Projekt wurde auf Basis der Kanonenboote Bobr (Бобр) und Siwutsch (Сивуч) entwickelt.
Die Mandschur wurde am 28. Juli 1886 bei Burmeister & Wain in Kopenhagen auf Kiel gelegt. Der Stapellauf fand am 22. November 1886 statt. Das Boot wurde am 23. Mai 1887 nach erfolgter Ausrüstung in Dienst gestellt. Im Jahr 1888 nahm die Mandschur an den Flottenmanövern der Baltischen Flotte teil und verlegte Im Folgejahr vom 22. September bis zum 10. Oktober in den Fernen Osten. Zum 5. Mai 1890 wurde das Boot der Sibirischen Flottille überstellt. Die Mandschur wurde in Wladiwostok stationiert und wurde vor allem mit der Wahrnehmung russischer diplomatischer Missionen im Fernen Osten betraut. Eine weitere Aufgabe des Bootes war der Fischereischutz. Jedes Jahr im Herbst verlegte die Mandschur zu diesem Zweck zur Tyuleny-Insel (остров Тюлений).
Von 1895 bis 1896 war das Boot in Tschemulpo stationiert und besuchte japanische, koreanische und chinesische Häfen. Mit dem russischen Pazifikgeschwader wurden unter anderem Qingdao und Shanghai aufgesucht. Bei diesen Besuchen diente die Mandschur öfters als Flaggschiff des Befehlshabers des Pazifikgeschwaders. Im Jahr 1900 nahm sie mit einem multinationalen Geschwader an der Niederschlagung des Boxer-Aufstandes in China teil.
Zum Zeitpunkt des Ausbruchs des Russisch-Japanischen Krieges befand sich die Mandschur in Shanghai, wo das Boot interniert wurde. Nach dem Kriegsende kehrte das Boot nach Wladiwostok zurück. Im Jahr 1907 beteiligte sich das Boot an der Niederschlagung des Aufstandes auf dem Minenleger Skory (Скорый). Im gleichen Jahr wurde das Boot einer Hauptinstandsetzung unterzogen. Dabei wurde auch die veraltete Bewaffnung gegen neue Typen getauscht. Bis zum Ausbruch des Ersten Weltkrieges versah die Mandschur zusammen mit dem Kreuzer Schemtschug Stationsdienst in chinesischen Häfen. Während des Ersten Weltkrieges war das Boot Flaggschiff der Sibirischen Flottille.
Am 12. Dezember 1917 unterstellte sich das Boot der Sowjetmacht. Zum Frühjahr wurde die Mandschur außer Dienst gestellt und für die langfristige Einlagerung konserviert, doch bereits am 30. Juni 1918 fiel das Boot in die Hände der Weißgardisten und wurde wieder in Dienst gestellt. Nach der Niederlage der weißen Truppen im Fernen Osten wurde das Boot von Admiral Stark zusammen mit anderen Schiffen nach Manila überführt und dort 1923 an die Japaner verkauft. Den Erlös aus dem Verkauf der Schiffe und den Rest des Goldes, das Stark mitführte, teilten sich Stark und die Besatzungen der Schiffe auf. Den Bericht über die politisch-militärische Niederlage und den Verkauf der Flottille überließ Stark dem Großfürsten Nikolai Nikolajewitsch Romanow. In Japan fuhr die Mandschur unter dem Namen Kimigaio-Maru 2 noch bis 1925, dann wurde das Boot verkauft und verschrottet.